# Fiel de fechos
El fiel de fechos era, en el Antiguo régimen, la persona habilitada para suplir al escribano público, al contable y al alguacil en los ayuntamientos de aquellas aldeas o municipios pequeños de España y sus colonias que no lo tenían. No debe ser confundido con el fiel de lides, el fiel cogedor o cillero, o el fiel almotacén. 
Era, pues, principalmente, un fedatario o testigo de los hechos inscritos en los documentos legales. El oficio aparece en la administración borbónica española del XVIII para impedir abusos en las aldeas; quien lo detentara debía poseer cierta instrucción y por lo menos saber leer y escribir y las cuatro operaciones. Lo nombraba el Ayuntamiento y el nombrado no podía rechazar el cargo sino a costa de una cuantiosa multa. Debía asistir a las sesiones del mismo y era un cargo anual que, en teoría, no debía repetirse en los tres años posteriores al mandato, aunque esta disposición se quebrantaba con frecuencia por la dificultad de conseguir candidatos adecuados.
Entre sus misiones figuraban también revisar las cuentas de la aldea, anotar cantidades pagadas por cada uno de sus vecinos, ejercer como escribano y notario de la aldea y ser alguacil si hubiera que prender vecinos, custodiarlos, practicar diligencias preliminares de causas criminales (por ejemplo, reconocer cadáveres), o hacer el sorteo de quintas del ejército. En suma, eran oficiales auxiliares del Corregidor. En compensación percibían una retribución por las diligencias en las que actuaban: dos tercios de lo que cobraban los escribanos, según Marcelo Martínez Alcubilla (1869). Ya en el siglo XIX el oficio fue sustituido por el de secretario de ayuntamiento.
La función de fiel de fechos continúa vigente en los concejos de Álava, regulado por la Norma Foral 11/1995, teniendo la particularidad de que actúa como secretaría, tanto de la Asamblea Vecinal como de la Junta Administrativa. En los Concejos Cerrados el desempeño de la función de Fiel de Fechos será incompatible con la de miembro de la Junta Administrativa, y en los abiertos, con la de Regidor-Presidente.